# Berezyna (dopływ Niemna)
Berezyna Niemnowa (biał. Бярэзіна, ros. Березина) – rzeka w środkowej Białorusi (obwód miński i grodzieński), prawy dopływ Niemna w zlewisku Morza Bałtyckiego. Długość – 226 km, powierzchnia zlewni – 4000 km², średni przepływ u ujścia – 30 m³/s, spadek – 172 m, nachylenie – 0,8‰.
Źródła w centralnej części Wysoczyzny Mińskiej. Płynie na zachód w kierunku Garbu Oszmiańskiego, przed jego barierą skręca na południe i wypływa na Równinę Nadniemeńską, gdzie uchodzi do Niemna niedaleko miasteczka Iwie. Wyraźna dolina szerokości 0,3–4 km, szerokość koryta 5–50 m. Żeglowna na odcinku do 45 km od ujścia przy wysokich stanach wody. Dopływy w większości skanalizowane.